# Флаг Аджарии
Флаг Аджарии представляет собой семь горизонтальных, чередующихся тёмно-синих и белых полос, с национальным флагом Грузии в крыже.
Тёмно-синие полосы символизируют Чёрное море, белые полосы символизируют чистоту. Флаг был принят 20 июля 2004 Высшим Советом Аджарии.
В 2000—2004 гг. правительством Аслана Абашидзе использовался флаг, представлявший собой тёмно-синее полотнище с семью семилучевыми звёздами в крыже.
Синий фон также символизировал Чёрное море, а семь звёзд символически представляли два города Аджарии (Батуми и Кобулети), и пять районов (Хелвачаури, Кобулети, Кеда, Шуахеви, Хуло).
В Советском Союзе у Аджарской Автономной Советской Социалистической Республики (ААССР) был свой собственный флаг в 1937—1951 гг. В 1951—1991 гг. государственным флагом Аджарской АССР являлся государственный флаг Грузинской ССР.